# Viana (Espírito Santo)
Viana is een gemeente in de Braziliaanse deelstaat Espírito Santo. De gemeente telt 60.829 inwoners (schatting 2009).

## Aangrenzende gemeenten
De gemeente grenst aan Guarapari, Cariacica, Vila Velha en Domingos Martins.

## Verkeer en vervoer
De plaats ligt aan de noord-zuidlopende weg BR-101 tussen Touros en São José do Norte. Daarnaast ligt ze aan de weg BR-262.